# 愛迪生鎮區 (明尼蘇達州斯威夫特縣)
愛迪生鎮區（英語：Edison Township）是位於美國明尼蘇達州斯威夫特縣的一個行政鎮區。

## 歷史
愛迪生鎮區原名為新波森鎮區（New Posen Township），於1878年設立。現稱得名自著名科學家、發明家、企業家、工程師托马斯·爱迪生（Thomas Edison）

## 地方資料
愛迪生鎮區的面積為92.57平方千米，當中陸地面積為92.42平方千米，而水域面積為0.15平方千米。根據2020年美國人口普查的數據，當地共有人口98人，而人口密度為每平方千米1.06人。